# Місто ім. 6 Жовтня
Місто ім. 6 жовтня (Медіна-Сіттат-Октобер, араб. مدينة ستة اكتوبر) — місто в Єгипті, приблизно за 20 км на північний захід від Каїра, на лівому березі Ніла. Центр губернаторства 6 жовтня. Раніше входив до складу губернаторства Гіза. Населення 154 093 осіб. Загальна площа міста 97,4 тисяч фадданів (400 км2). Нещодавно збудоване сучасне місто, входить до складу Великого Каїра. На території міста розташовані кілька університетів з великим числом студентів.

## Історія
Місто було закладене 1979 року указом президента Єгипту Анвара Садата за номером 504. Назване на честь успішних військових дій Єгипту на початку Війни Судного дня 1973 року. У квітні 2008 року місто оголошено адміністративним центром губернаторства 6 Жовтня.

## Пам'ятки
У Місті ім. 6 жовтня розташована штаб-квартира Африканської конфедерації футболу. Крім того, тут розташований найбільший в Єгипті ЗМІ-інформаційний комплекс Media Production City (MPC).

## Клімат
Місто знаходиться у зоні, котра характеризується кліматом тропічних пустель. Найтепліший місяць — липень із середньою температурою 28.1 °C (82.6 °F). Найхолодніший місяць — січень, із середньою температурою 12.8 °С (55 °F).
| Клімат Міста ім. 6 жовтня | Клімат Міста ім. 6 жовтня | Клімат Міста ім. 6 жовтня | Клімат Міста ім. 6 жовтня | Клімат Міста ім. 6 жовтня | Клімат Міста ім. 6 жовтня | Клімат Міста ім. 6 жовтня | Клімат Міста ім. 6 жовтня | Клімат Міста ім. 6 жовтня | Клімат Міста ім. 6 жовтня | Клімат Міста ім. 6 жовтня | Клімат Міста ім. 6 жовтня | Клімат Міста ім. 6 жовтня | Клімат Міста ім. 6 жовтня |
| Показник                  | Січ.                      | Лют.                      | Бер.                      | Квіт.                     | Трав.                     | Черв.                     | Лип.                      | Серп.                     | Вер.                      | Жовт.                     | Лист.                     | Груд.                     | Рік                       |
| Середня температура, °C   | 12,8                      | 14,2                      | 16,9                      | 21,2                      | 24,7                      | 27,3                      | 28,1                      | 27,9                      | 26,2                      | 23,3                      | 18,6                      | 14,3                      | 21,3                      |
| Норма опадів, мм          | 5.2                       | 3.8                       | 2.3                       | 1.1                       | 0.4                       | 0                         | 0                         | 0                         | 0                         | 0.3                       | 2.1                       | 4.8                       | 20                        |
| Днів з опадами            | 3,3                       | 2,7                       | 1,9                       | 1                         | 0,6                       | 0,2                       | 0                         | 0                         | 0,1                       | 0,6                       | 1,1                       | 2,4                       | 13,9                      |
| Вологість повітря, %      | 61.8                      | 56.6                      | 53.1                      | 44.2                      | 41.8                      | 44.8                      | 52                        | 56.1                      | 56                        | 56.3                      | 60                        | 62.4                      | 53.8                      |
| ------------------------- | ------------------------- | ------------------------- | ------------------------- | ------------------------- | ------------------------- | ------------------------- | ------------------------- | ------------------------- | ------------------------- | ------------------------- | ------------------------- | ------------------------- | ------------------------- |
| Джерело: Weatherbase      |                           |                           |                           |                           |                           |                           |                           |                           |                           |                           |                           |                           |                           |